# Jiří Kral
Jiří Kral  (ur. 8 lipca 1981 w Mielniku) – czeski siatkarz grający na pozycji  środkowego, reprezentant Czech. Od sezonu 2019/2020 występuje w drużynie VK Lvi Praha.

## Sukcesy klubowe
Mistrzostwo Czech:
- 2004
- 2002, 2003
- 2001

Puchar Czech:
- 2004

Superpuchar Włoch:
- 2005, 2007

Liga Mistrzów:
- 2006

Mistrzostwo Włoch:
- 2007
- 2006

Puchar Włoch:
- 2007